# Danell Leyva
Danell Leyva, född den 30 oktober 1991 i Cárdenas, Kuba, är en amerikansk gymnast.
Han tog OS-brons i herrarnas mångkamp i samband med de olympiska gymnastiktävlingarna 2012 i London. Han tog därefter silvermedaljer i räck och barr vid de olympiska gymnastiktävlingarna 2016 i Rio de Janeiro.